# Kykladische Vasenmalerei

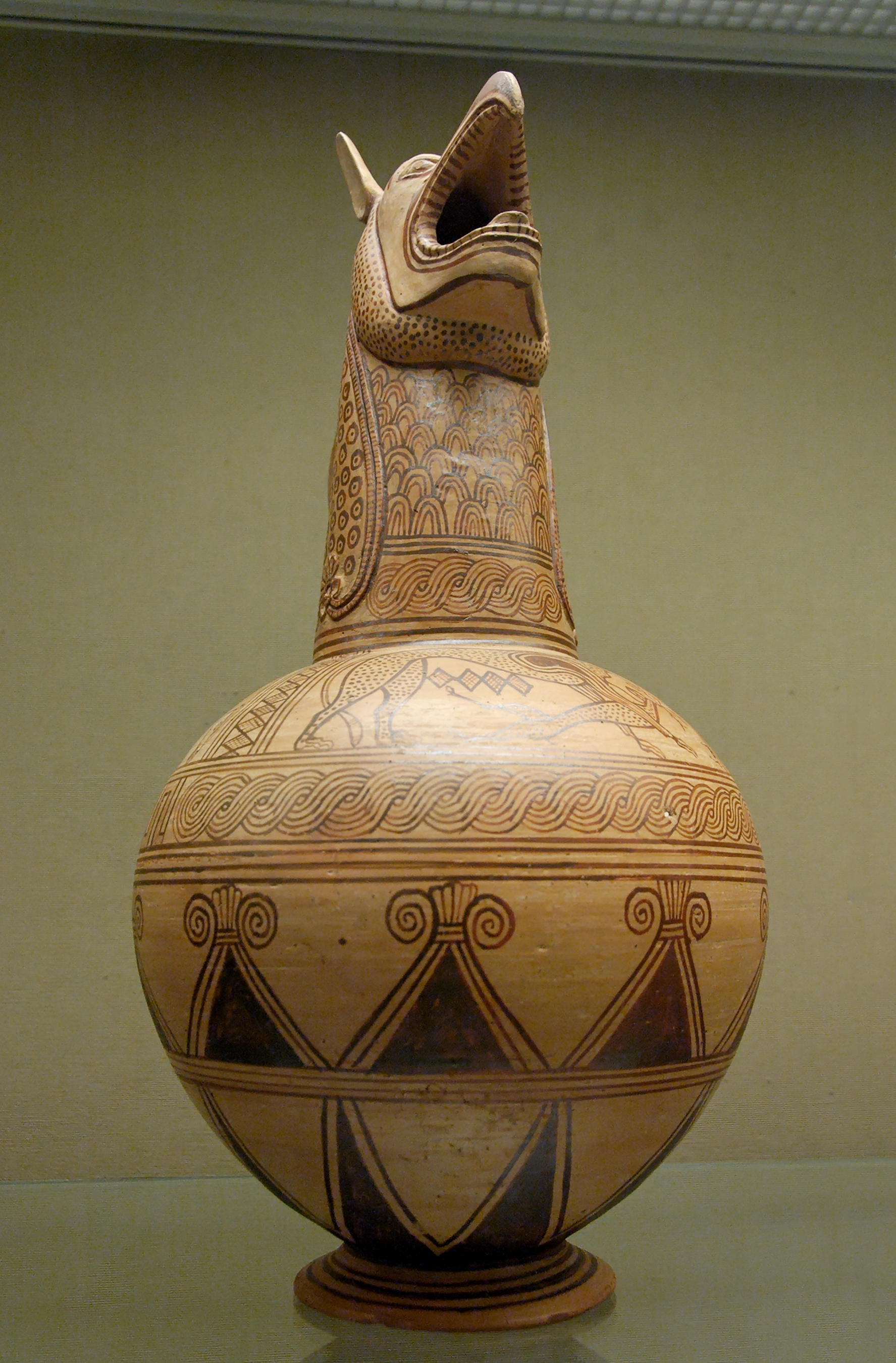
Krug mit einem Ausguss in Form eines Greifen; um 675/650 v. Chr.; heute im British Museum.

Die Kykladische Vasenmalerei war ein regionaler Stil der Griechischen Vasenmalerei.

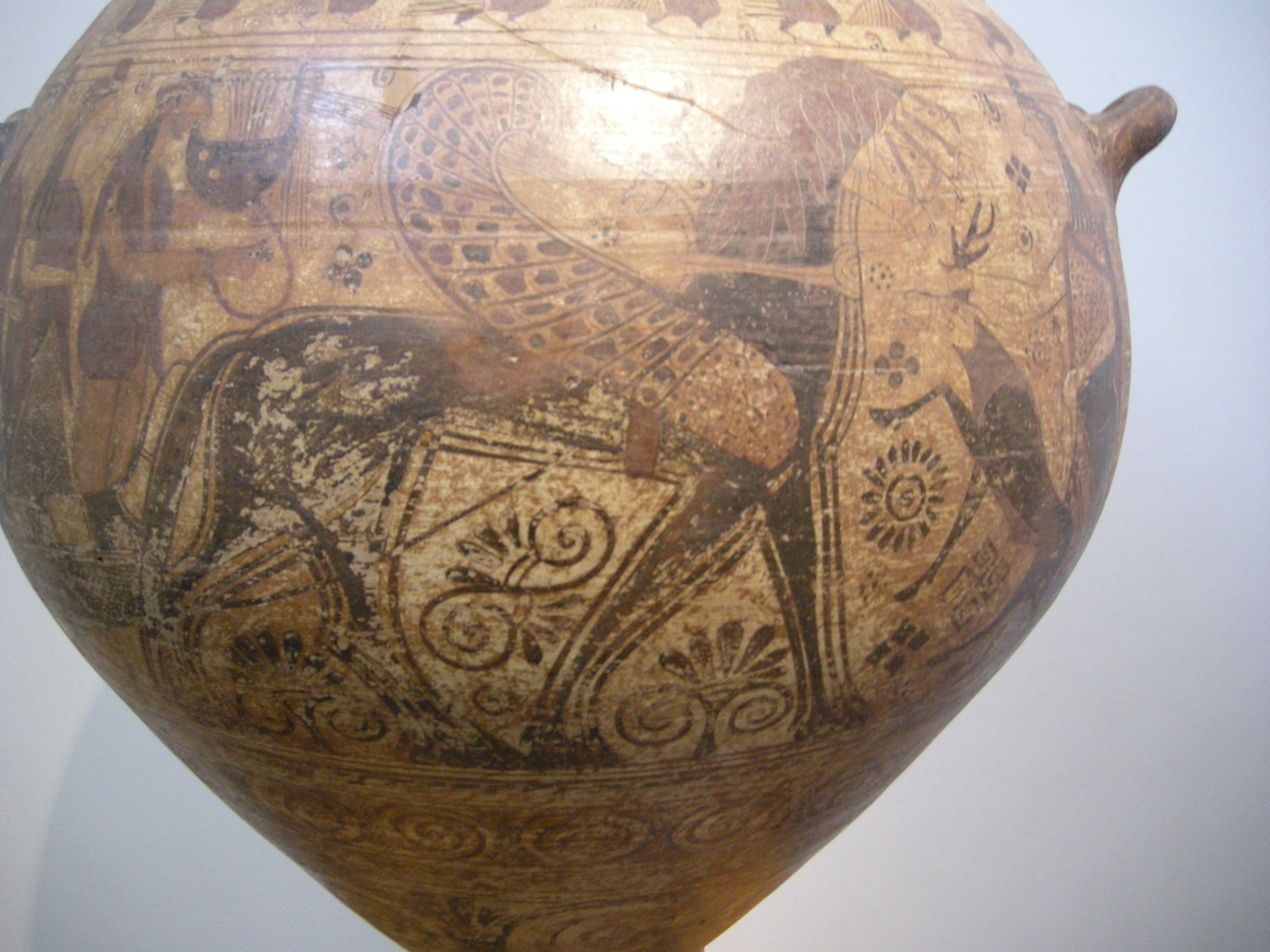
Apollon-Amphore, „Melische Prunkamphore“ aus der Zeit um 650/600 v. Chr. im Archäologischen Nationalmuseum Athen.

Die Geometrischen Vasenmalerei der Kykladen war vor allem in ihrer frühen und mittleren Phase von attischen Einflüssen geprägt. In der Spätphase lassen sich auf Naxos, Thera, Paros und Melos Werkstätten feststellen, die alle eigene Stilformen in Material, Gefäßformen und ornamentalem Dekor herausbildeten. Anschließend hielt sich für längere Zeit der Subgeometrische Stil, und es brauchte eine gewisse Zeit, bis sich der Orientalisierende Stil durchsetzen konnte. Nachdem er sich jedoch getan hatte, standen florale und andere Ornamente hoch im Kurs. Es wurde mit polychromen Effekten, aufgesetztem Rot und Weiß, experimentiert und in begrenztem Maße mit figürlichen Bildern (Tiere und Menschen). Einflüsse kamen eher von den Arbeiten in Attika und Ostgriechenland als vom eigentlichen Zentrum des orientalisierenden Stils, Korinth. Im frühen 7. Jahrhundert v. Chr. arbeiteten auf dem Kykladen mehrere Handwerkergruppen, die als sehr innovativ gelten. Es sind die Ad-Gruppe, die Linear-Island-Gruppe und die Heraldische Gruppe. Unklar ist, wo sie genau ihr Produktionszentrum hatten, in der wissenschaftlichen Diskussion stehen Paros Naxos und andere, kleinere Inseln. Später trat der sogenannte „melische Stil“ hervor, der anders, als der Name vermuten lässt, jedoch wohl auf Paros beheimatet war. Hier war ein korinthischer Einfluss spürbar. Gewagte Ornamente und Figuren, die den ganzen Vasenkörper einnahmen, waren kennzeichnend. Am bekanntesten ist die Werkstatt für ihre weiten, hohen Grabamphoren, die mit polychromen, mythischen Szenen bemalt waren (sogenannte Melische Amphoren). In schwarzfiguriger Technik gibt es Alabastren auf Andros, die allerdings selten sind.